# 聖瑪麗亞縣 (科爾多瓦省)

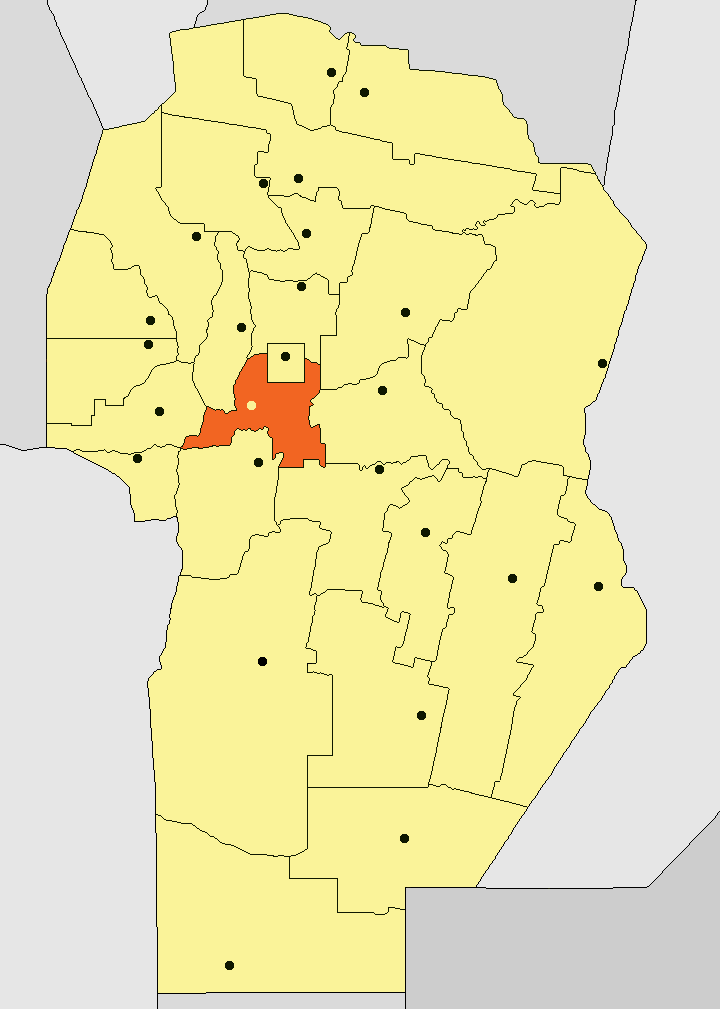

31°39′S 64°25′W / 31.650°S 64.417°W
聖瑪麗亞縣（西班牙語：Departamento Santa María），是阿根廷的縣份，位於該國中部科爾多瓦省，首府設於上格拉西亞，面積3,427平方公里，2001年人口86,083，人口密度每平方公里25人。